# Jean-Antoine Injalbert

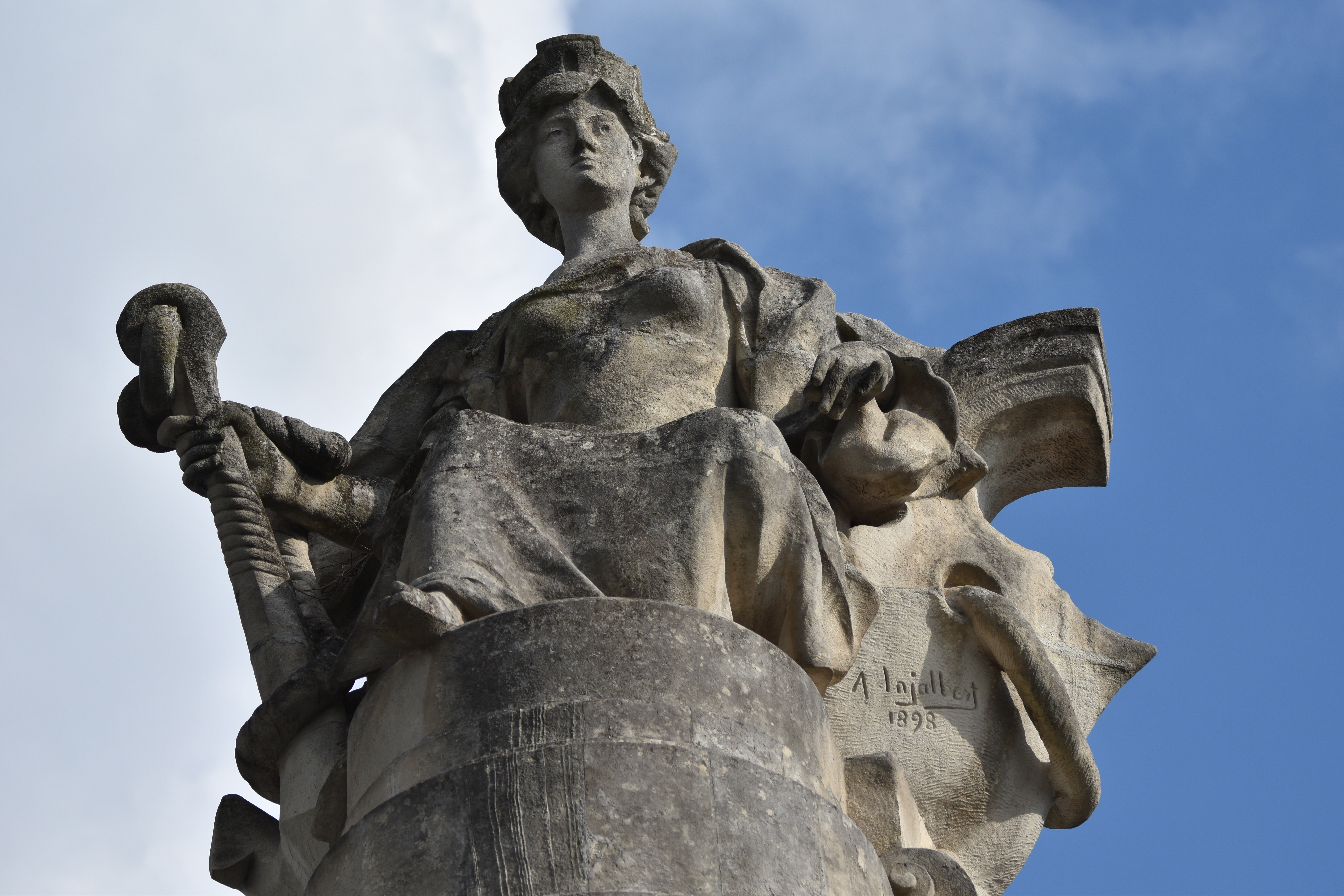
Allégorie de Bordeaux (1898), gare de Tours.

Jean-Antoine Injalbert, dit Antonin Injalbert, est un sculpteur français né le 23 février 1845 à Béziers et mort le 20 janvier 1933 à Paris.

## Biographie
Fils d'un tailleur de pierre, Jean-Antoine Injalbert est orphelin de mère à la naissance. Il passe son enfance à Béziers, puis entre à l'École des Beaux-Arts de Paris. L'art néo-baroque de cet élève d'Auguste Dumont est marqué par l'influence de Puget, Carpeaux et par le naturalisme de Jules Dalou.
Sa première œuvre est le tympan de la chapelle du Bon-Pasteur à Béziers. Il reçoit le prix de Rome de 1874 pour La Douleur d'Orphée. Il expose Le Christ à l'Exposition universelle de 1878 à Paris. Il obtient un grand prix à l'Exposition universelle de 1889. Son Buste de Marianne, réalisé à l'occasion du Centenaire de la Révolution française en 1889, est un des plus répandus dans les mairies et les écoles françaises à la fin du XIXe au début du XXe siècles.
Il est membre de la délégation de la Société nationale des beaux-arts de 1901 à 1905.
Son enseignement aux Beaux-Arts de Paris, de 1891 à 1929, est lié au groupe des Toulousains, par lequel Antoine Bourdelle fut profondément marqué.
Jean-Antoine Injalbert meurt le 20 janvier 1933 à son domicile au 57, boulevard Arago dans le 13e arrondissement de Paris. Il est inhumé au cimetière vieux de Béziers.

## Récompenses et nomination
- Prix de Rome en sculpture de 1874.
- Grand prix à l'Exposition universelle de 1889.
- Élu membre de l'Académie des beaux-arts en 1905.

## Distinctions
Jean-Antoine Injalbert est nommé chevalier de l'ordre national de la Légion d'honneur par décret du 13 juillet 1887 puis promu officier, du même ordre, par décret du 12 juillet 1897 et promu commandeur, toujours du même ordre, par décret du 16 mai 1910.

## Œuvres

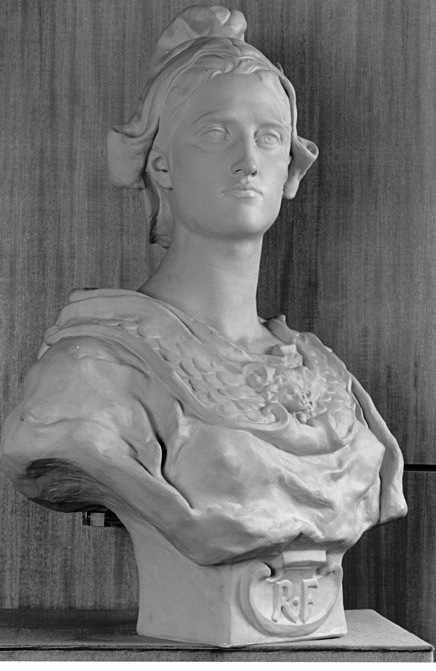
Buste de Marianne (1889).

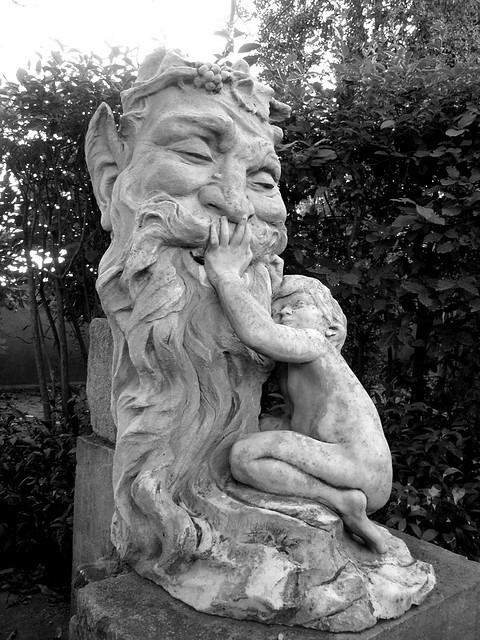
Satyre et enfant, Béziers, villa Antonine.

Un grand nombre de ses œuvres se trouvent à Béziers au musée des Beaux-Arts à la suite de la donation du fonds de son atelier par sa veuve en 1934, et à la villa Antonine, où il avait son atelier.
- 1877 : Christ en croix, bronze, musée des Beaux-Arts de Reims[6] ;
- 1879 : L'Amour préside à l'hyménée, statuette en bronze, musée des Beaux-Arts de Béziers[7],[8] ;
- 1883 : L'Amour domptant la force et La Force domptant l'Amour, statues de lions, Montpellier, entrée de la promenade du Peyrou[9] ;
- 1887 : Motif de l’horloge de l'Opéra Comédie de Montpellier[10] ;
- 1888 : La Déclamation, la Muse lyrique, la Comédie et la Danse, statues de l'Opéra Comédie de Montpellier[10],[11] ;
- 1889 : Buste de Marianne, Sceaux, lycée Lakanal[12] ;
- 1889 : Buste de Marius Estellon[13]. Maison de retraite publique de Lorgues (Var)
- 1891 : Monument à Pierre Puget, buste en marbre, Toulon, jardin Alexandre Ier[14] ;
- 1893 : Buste de jeune femme, Nemours, Château-Musée[15] ;
- 1893 : Fontaine du Titan, groupe en marbre et bronze, Béziers, plateau des poètes[16],[17] ;
- 1893-1896 : La Ville de Paris, La Navigation, Le Commerce et L'Abondance, statues en bronze ornant les piles du pont Mirabeau à Paris[7] ;
- 1894 : La poésie de l’Amour, triptyque de la cour d'entrée du musée Fabre à Montpellier[18] ;
- 1897 : Monument à Molière, Pézenas, place du 14 juillet[19],[20],[Note 1] ;
- 1898 : Bordeaux et Toulouse, statues en pierre surmontant les pylônes de la façade de la gare de Tours[21] ;
- 1898 : Crucifixion, cathédrale de Reims[réf. nécessaire] ;
- 1900 : La Ville de Paris entourée de muses, groupe en marbre, Paris, tympan du fronton du Petit Palais[22] ;
- 1901 : Monument à Louis Gallet, Valence, parc Jouvet. La Faunesse en bronze à la base du piédestal est envoyée à la fonte sous le régime de Vichy dans le cadre de la mobilisation des métaux non ferreux[7],[23] ;
- 1902 : Monument à Auguste Comte, groupe en marbre, Paris, place de la Sorbonne[24],[25] ;
- 1902 : Monument à Gabriel Vicaire, buste en pierre, Paris, jardin du Luxembourg[26] ;
- 1903-1905 : L'Électricité et Le Commerce, hauts-reliefs en pierre, Paris, portique du pont de Bir-Hakeim[7] ;
- 1905 : Statue de Mirabeau, sculpture en marbre, Panthéon de Paris[27] ;
- 1911 : Monument à Auguste Comte, groupe en pierre, inauguré à Montpellier sur l'esplanade Charles-de-Gaulle, puis réinstallé dans divers lieux de la ville[28],[29] ;
- 1914 : Monseigneur de Cabrières, buste en marbre, évêché (22 rue Lallemand) à Montpellier[30] ;
- 1925 : Monument aux morts de Béziers, Béziers, plateau des poètes[31] ;
- vers 1927 : Isabelle, buste en bronze, Paris, musée d'Orsay[32] ;
- Fronton de l'hôpital Saint-Éloi, à Montpellier ;
- La Loire et Le Cher, vers 1900, figures allégoriques, hôtel de ville à Tours, architecte Victor Laloux ;
- Ève après la chute, Montpellier ;
- Hippomène, bronze, Paris, musée d'Orsay ;
- Cariatides de la Maison Chappaz, Béziers ;
- Monument à Sadi Carnot, Sète ;
- L'Enfant au poisson, Béziers ;
- L'Enfant rieur, musée de Louviers.

## Élèves
Jean-Antoine Injalbert est professeur à l'École des Beaux-Arts de Paris, où il animera également les cours de sculpture pour jeunes filles, et à l'Académie Colarossi.
- René Andrei (1906-1987), deuxième second grand prix de Rome 1931 en sculpture[33] ;
- Alfred-Alphonse Bottiau (1889-1951) ;
- Gaston Broquet (1880-1947) ;
- Louis-Armand Bardery (1879-1852) ;
- Joachim Costa (1888-1971) à partir de 1906[34] ;
- Albert Depréaux (1878-1963) ;
- Helen Dohlmann (1870-1942) ;
- Joanny Durand (1886-1955) ;
- André Juin (1885-1978) ;
- Francis La Monaca (1882-1937), en 1901 ;
- Louis-Aimé Lejeune (1884-1969) ;
- Jenny Lorrain (1867-1943) ;
- Jean Magrou (1869-1945) ;
- Raymonde Martin (1887-1977)[Note 2] ;
- Georges Mathey (1887-1915) ;
- Louis Morel (1887-1975) ;
- Pierre Louis Peyranne (1883-1952) ;
- Francis Renaud (1887-1973), vers 1912 ;
- Pierre Traverse (1892-1979) ;
- Jacques Louis Robert Villeneuve (1865-1933) ;
- François-Louis Virieux (1877-1912) ;
- Mahonri Mackintosh Young (1877-1956), américain, en 1902 à l'Académie Colarossi ;
- Jacques Zwobada (1900-1967), aux Beaux-Arts de 1918 à 1924, second grand prix de Rome en sculpture en 1928.

Allégories pour le pont Mirabeau à Paris (1896)
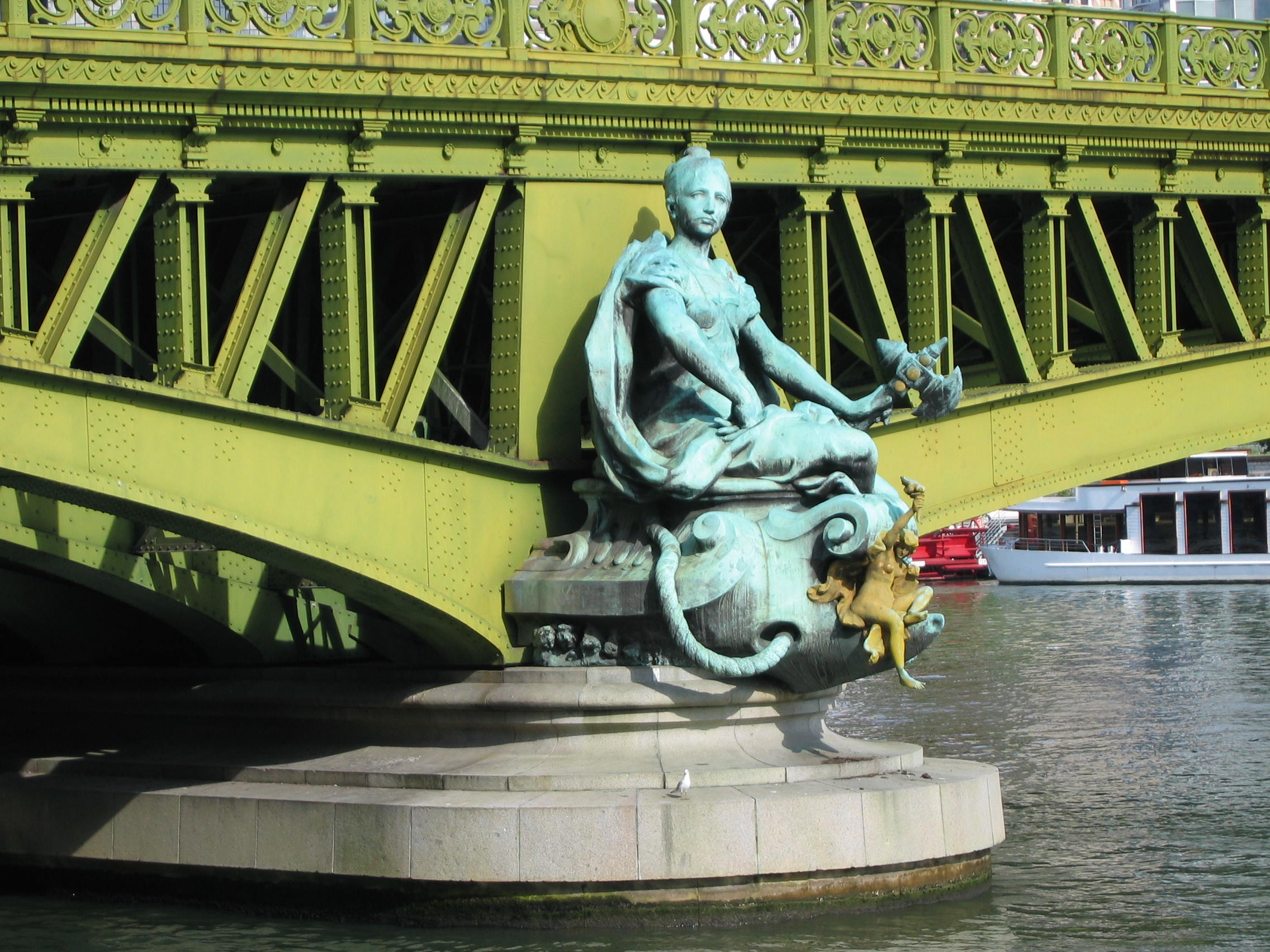
La Ville de Paris, descendant la Seine, guidée par la navigation, armée de sa francisque, symbole de la France.
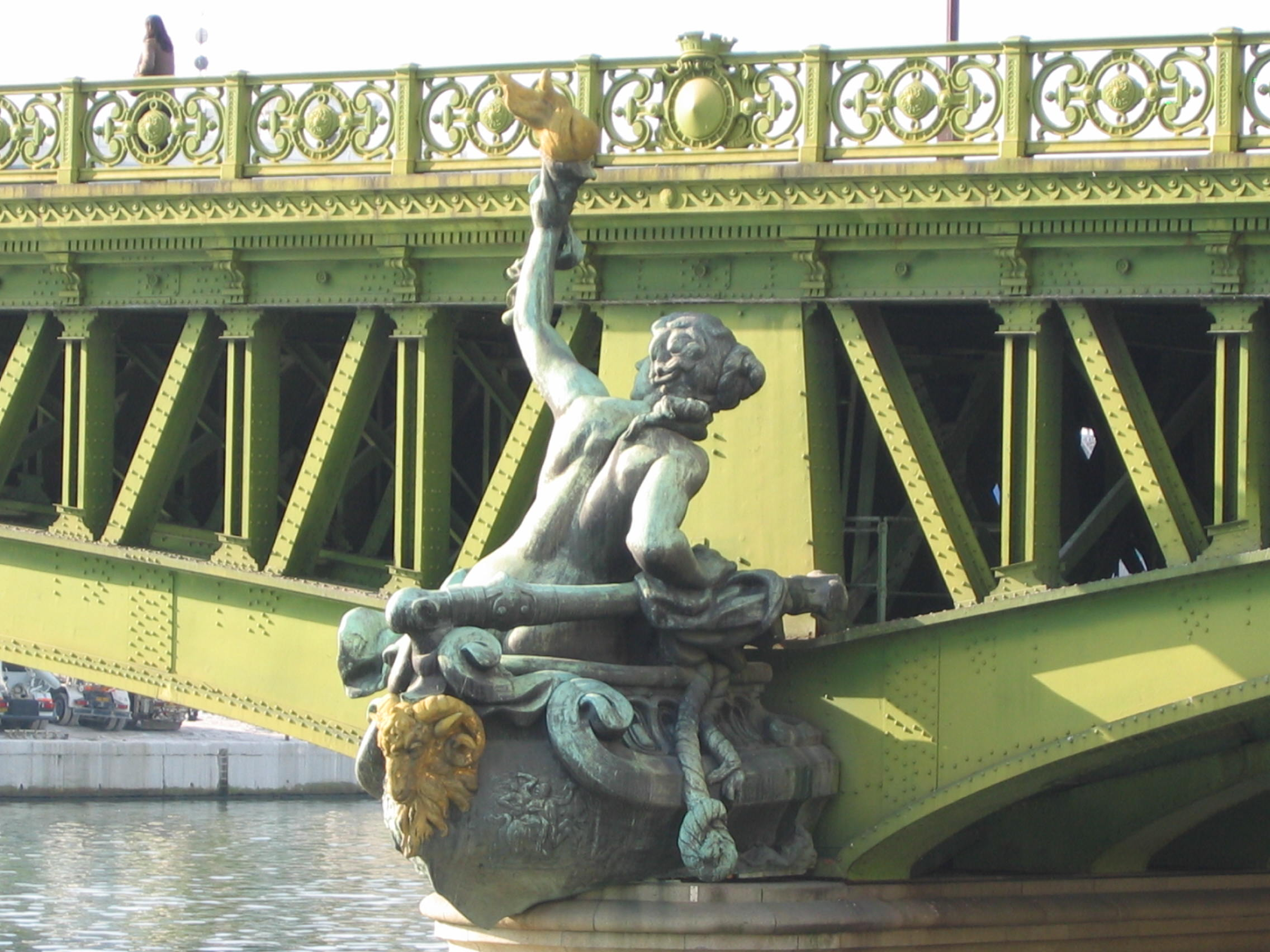
La Navigation, représentant la batellerie parisienne.
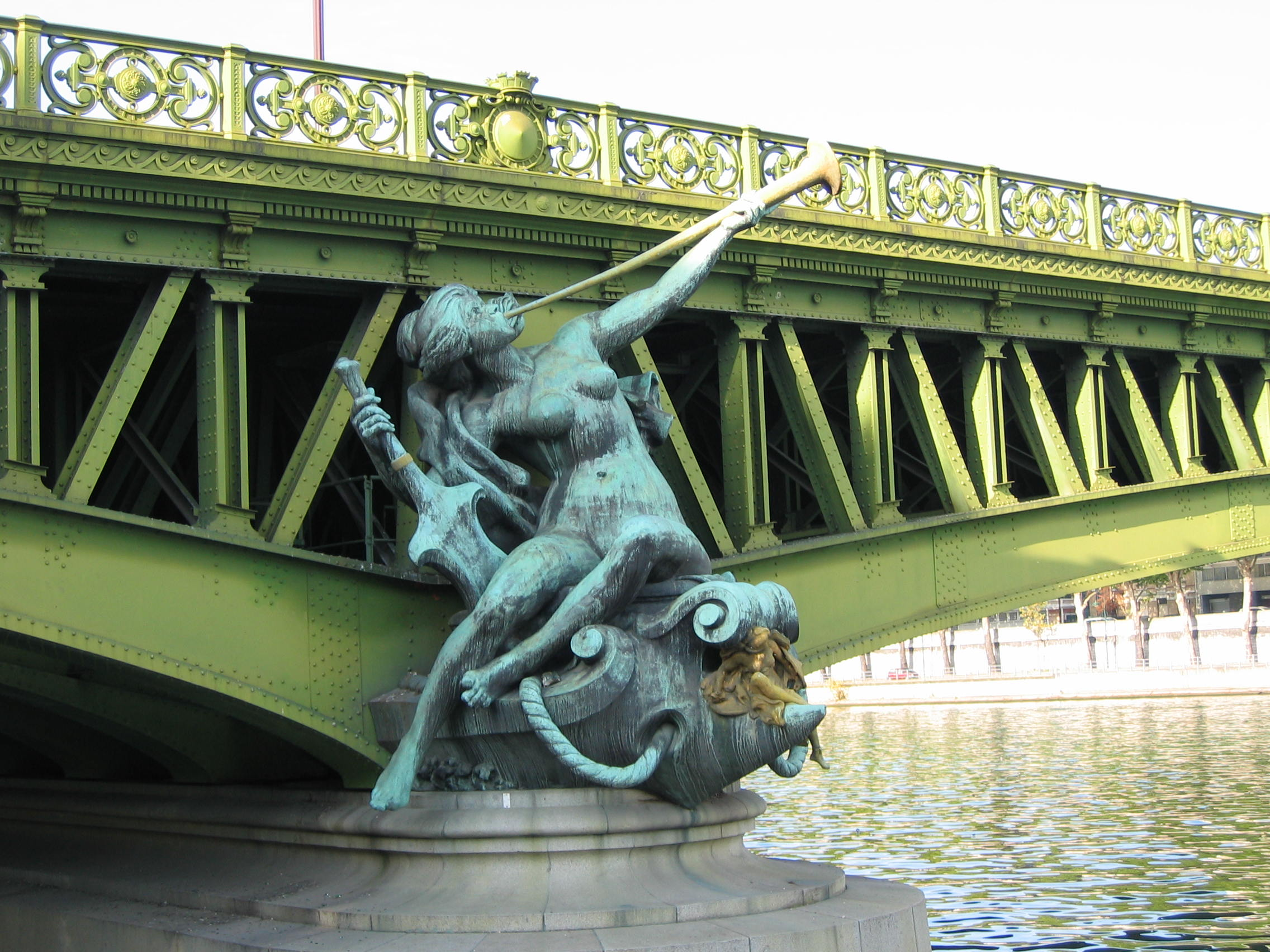
L'Abondance, à la proue du bateau du commerce.
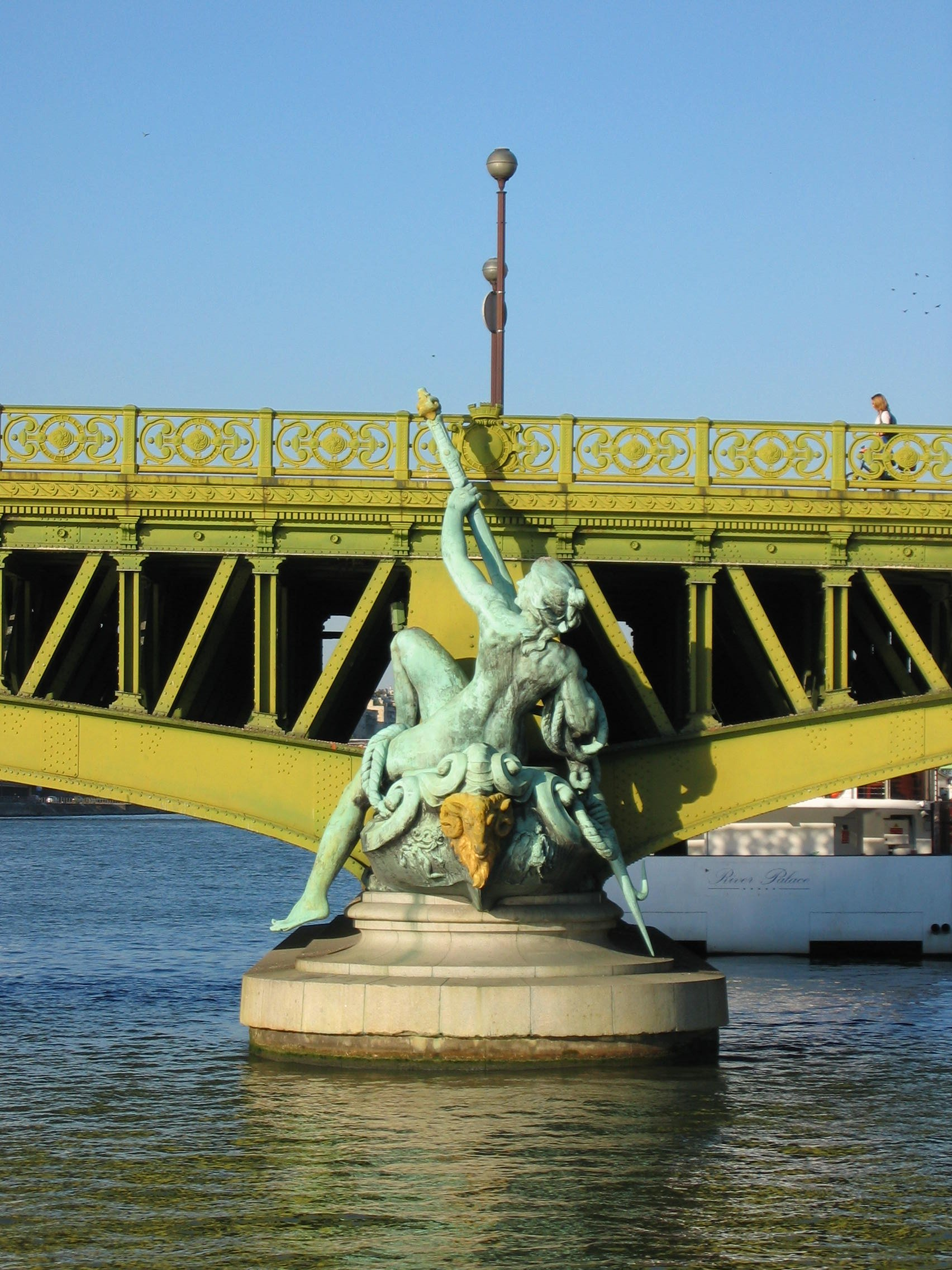
Le Commerce, maniant une gaffe, à l'arrière du bateau de l'abondance.

Œuvres de Jean-Antoine Injalbert
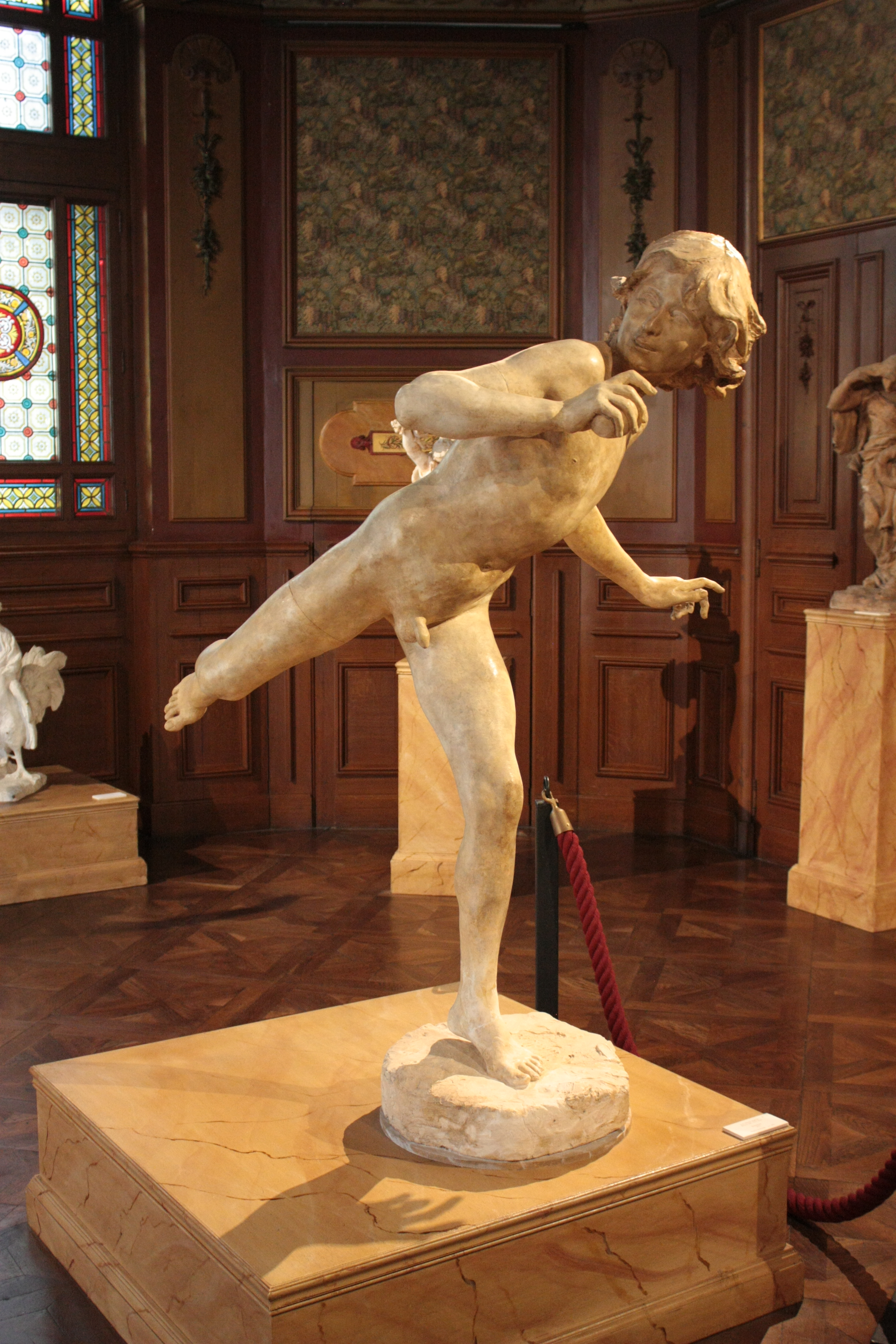
Hippomène (vers 1886), musée des Beaux-Arts de Béziers.
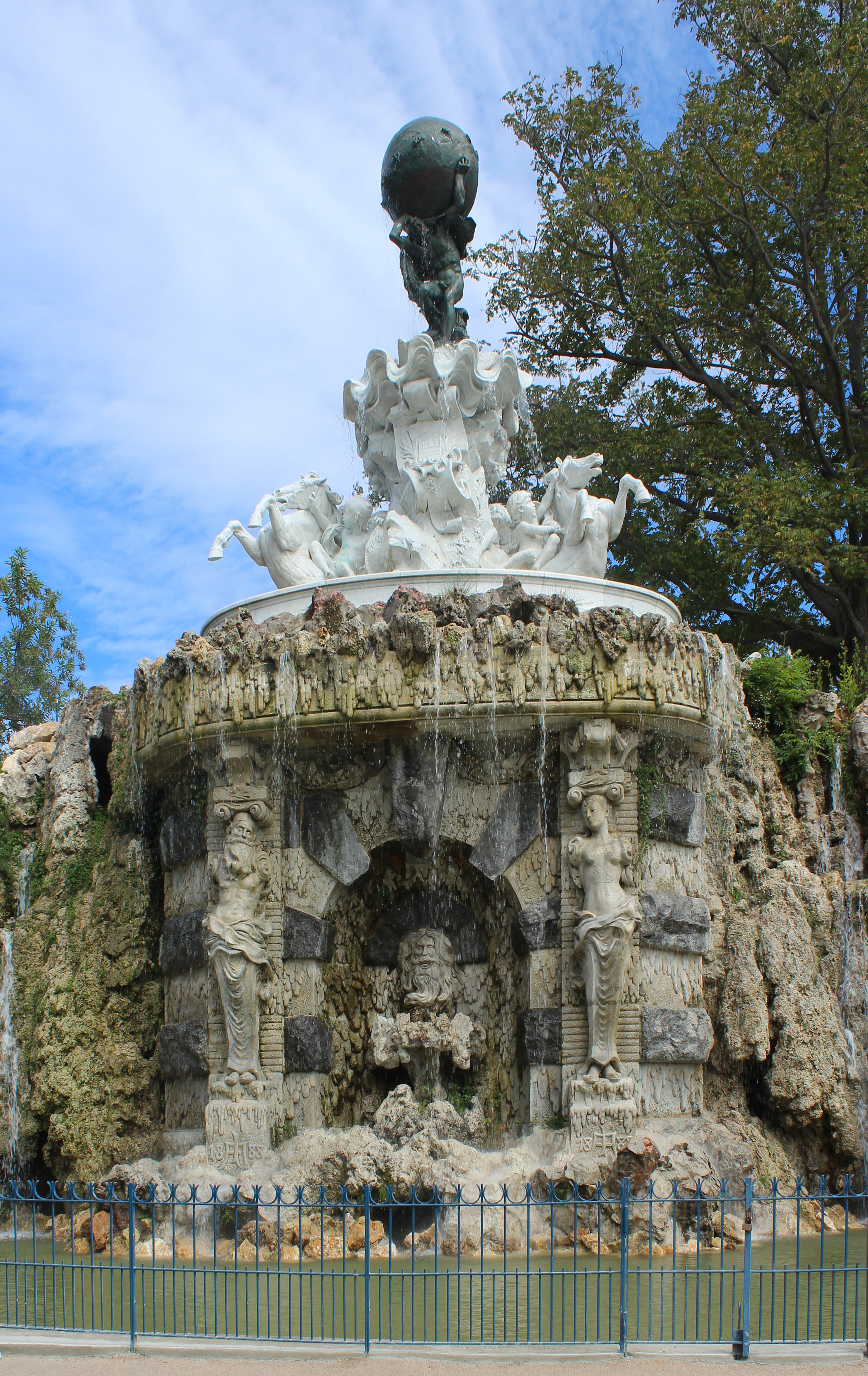
Fontaine du Titan (1893), Béziers, plateau des poètes.
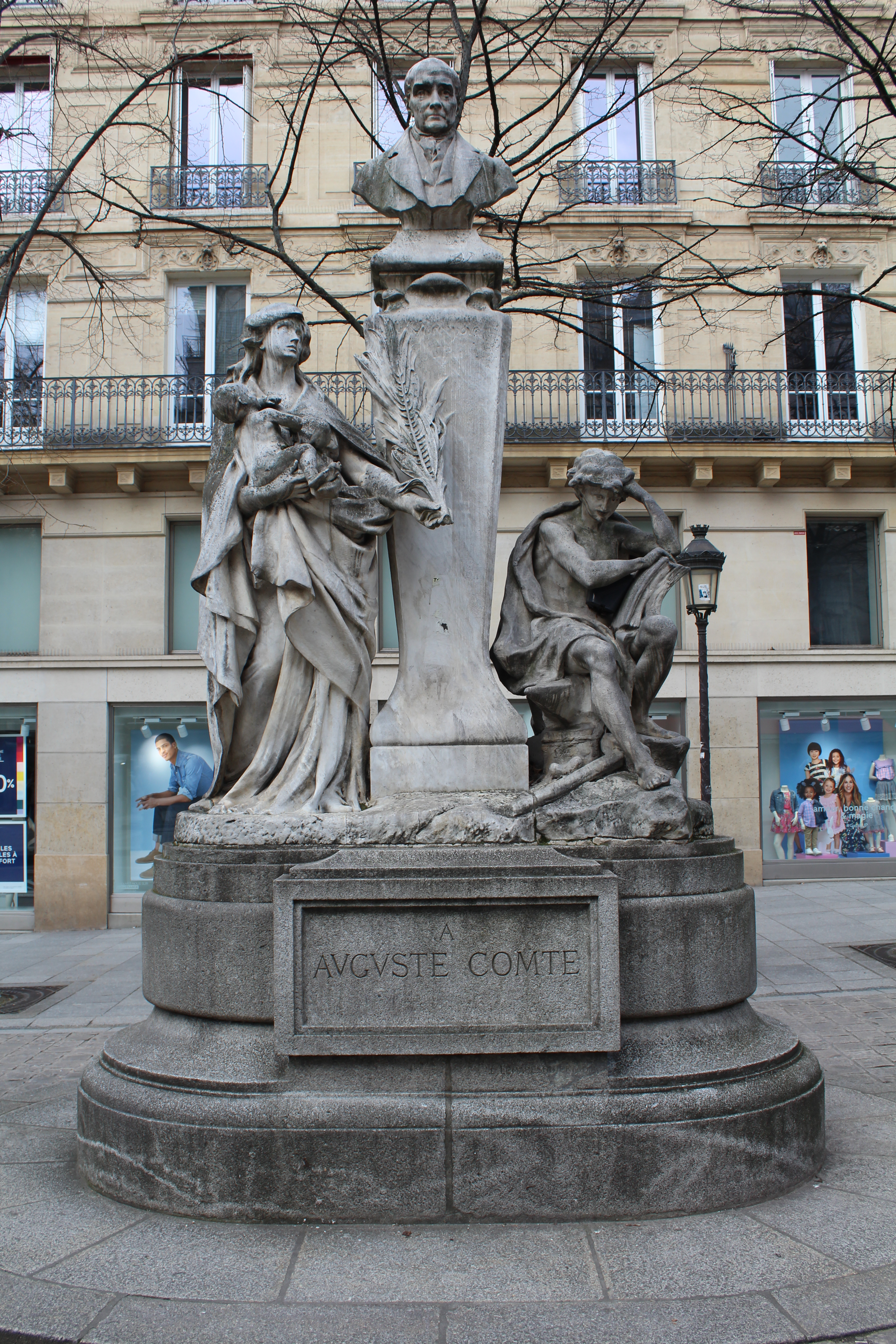
Le Monument à Auguste-Comte (1902), Paris, place de la Sorbonne.
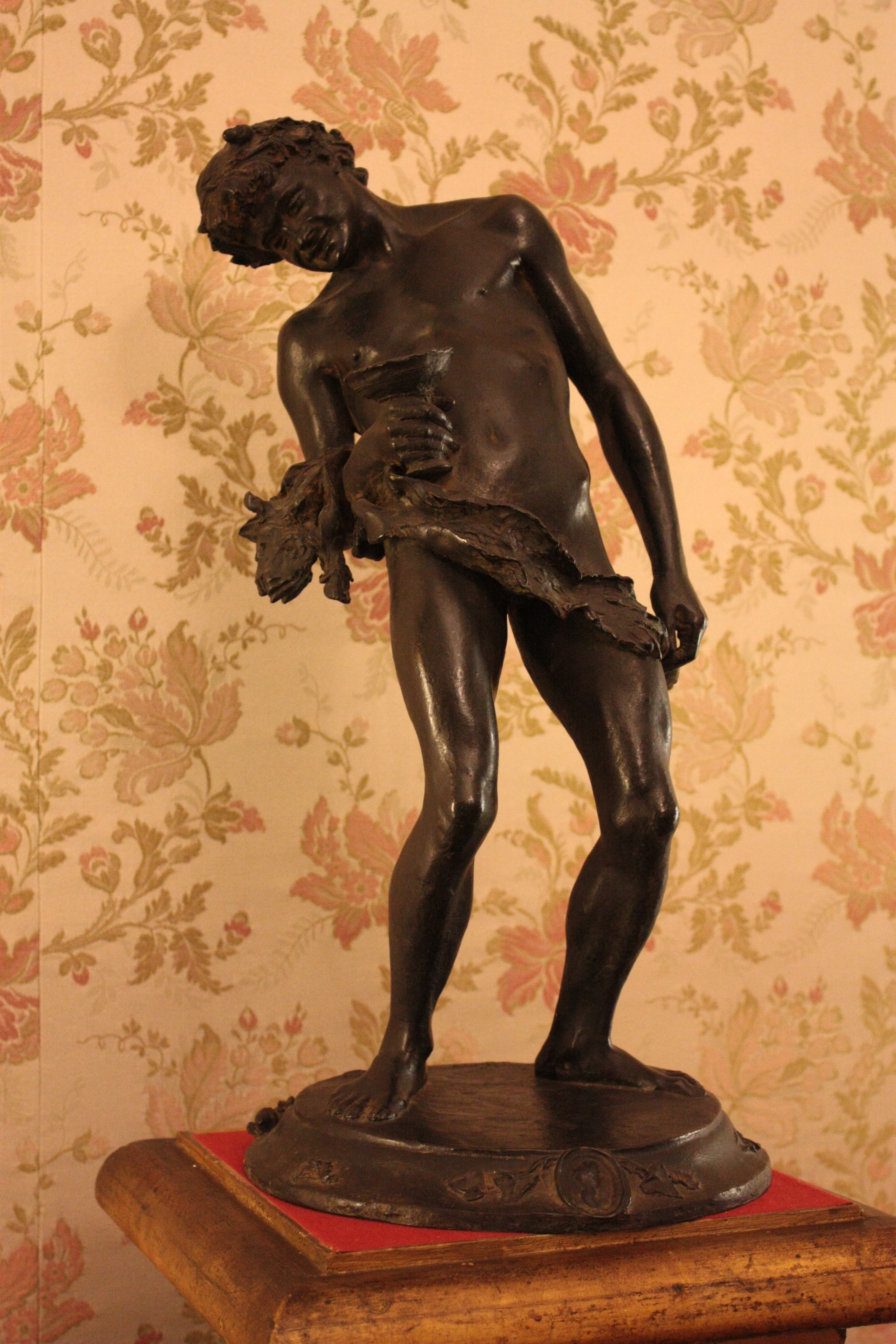
Faune ivre (1904), musée des Beaux-Arts de Béziers.
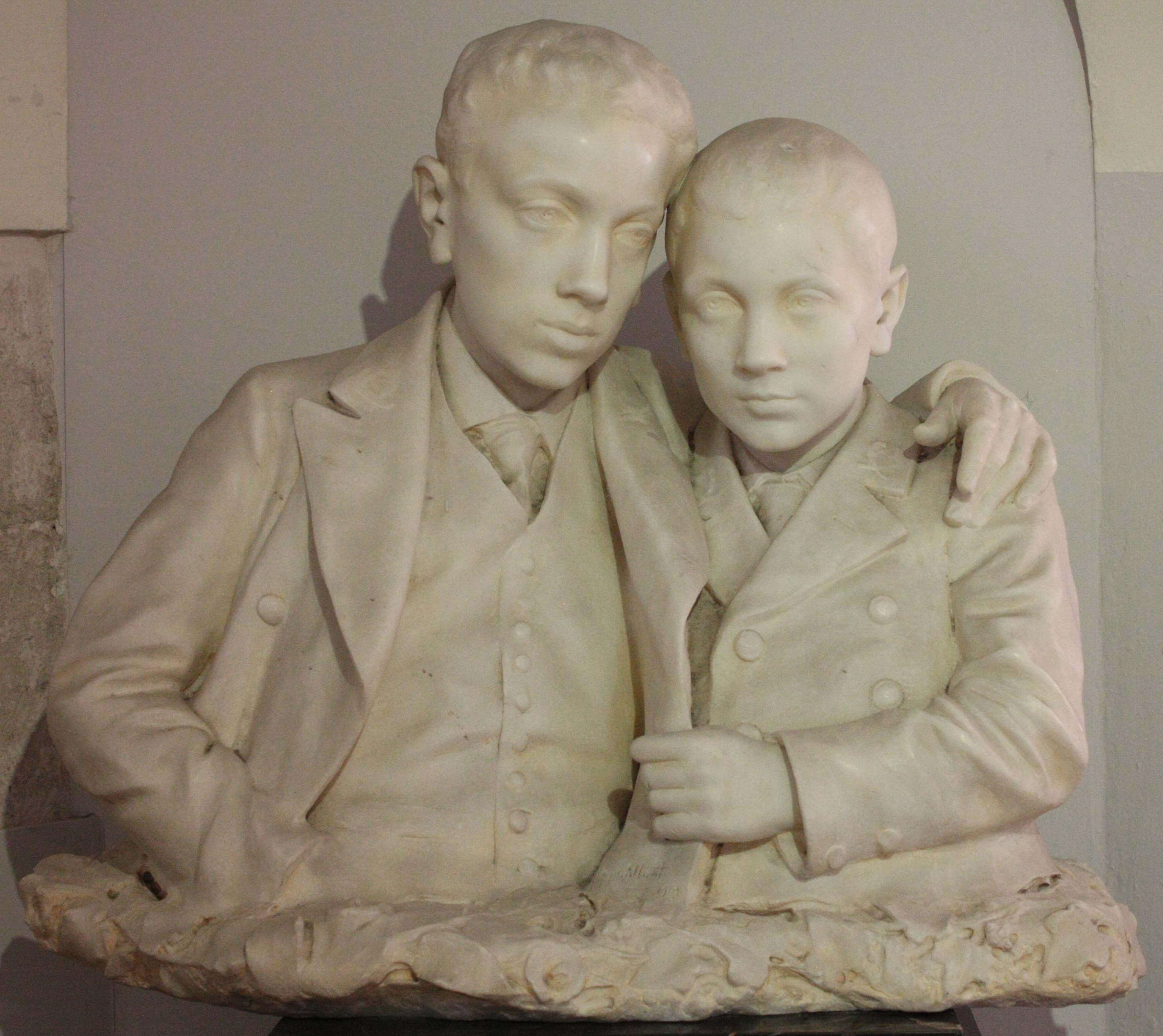
Double portrait d'Henri et Marcel Desfours (1908), musée des Beaux-Arts de Béziers.
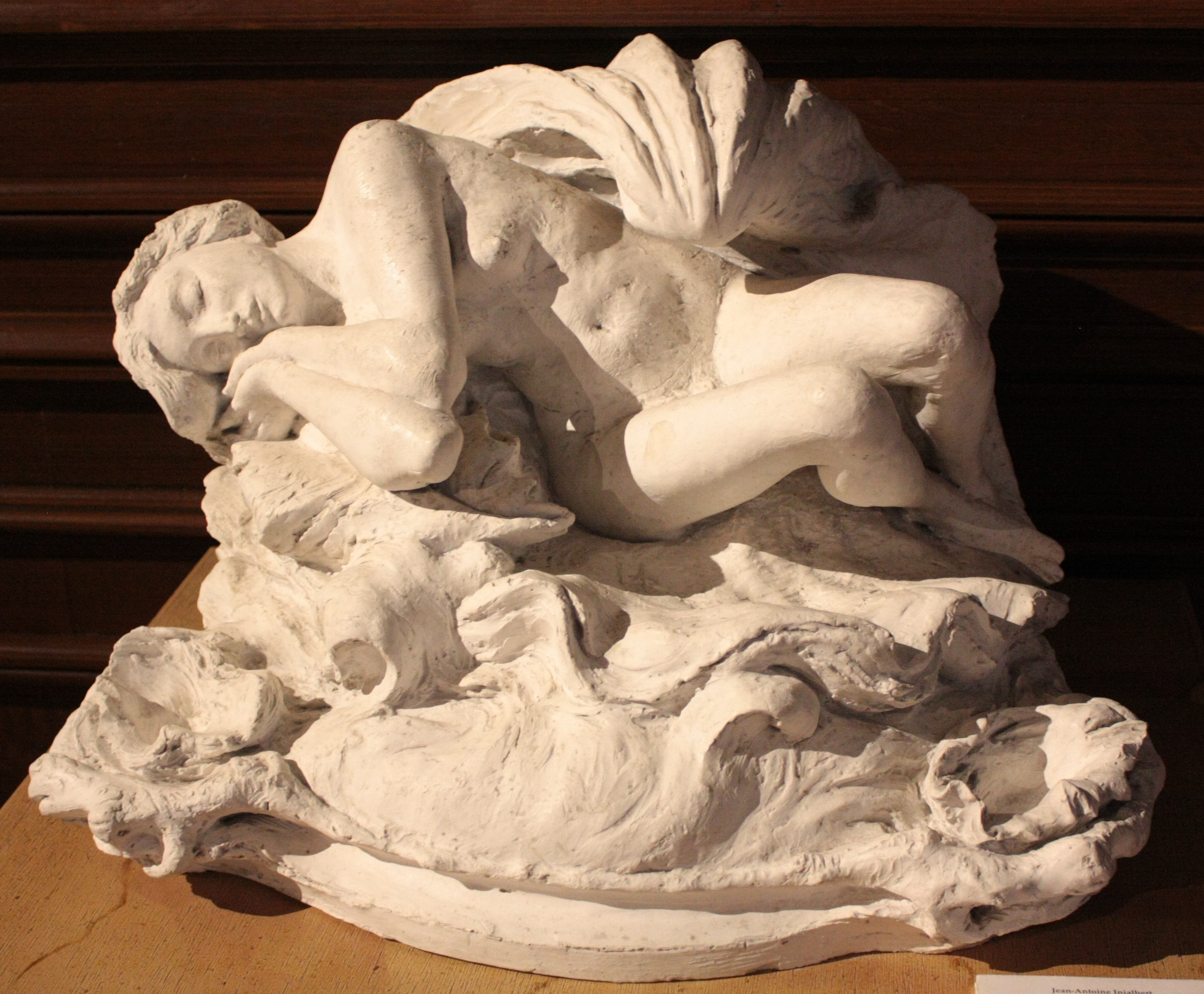
Nymphe à la coquille, musée des Beaux-Arts de Béziers.
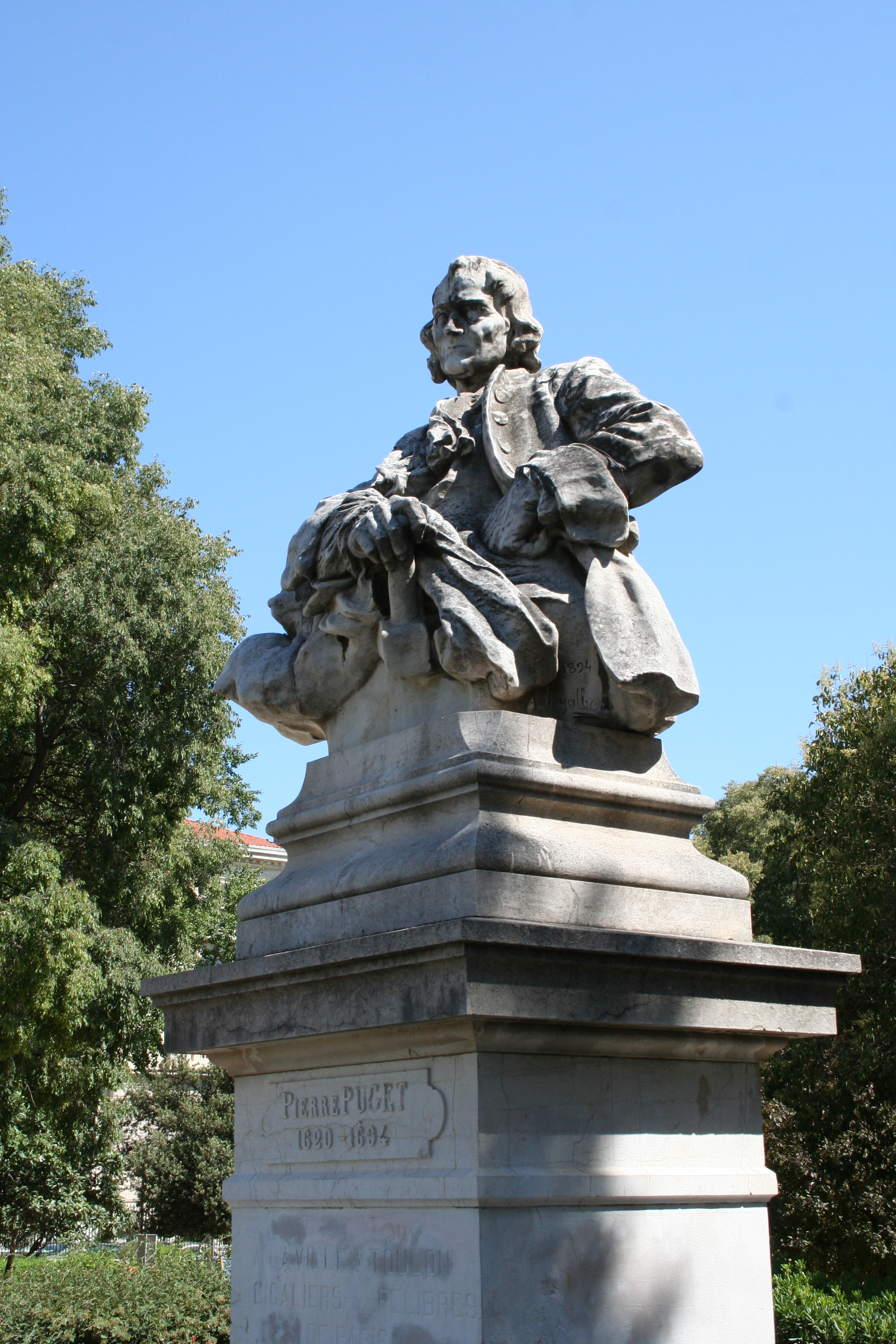
Monument à Pierre Puget, Toulon, jardin Alexandre Ier.
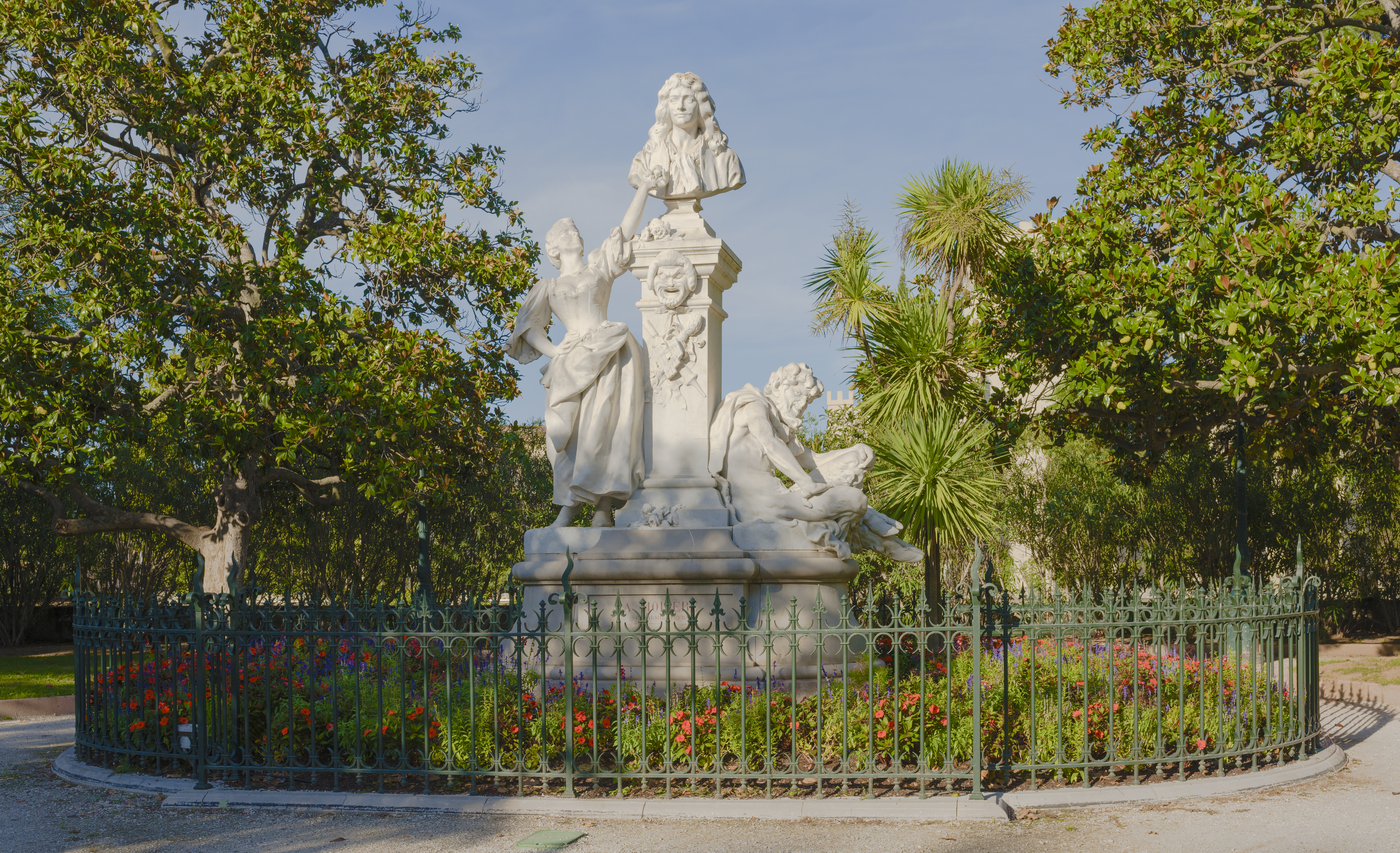
Monument à Molière, Pézenas.
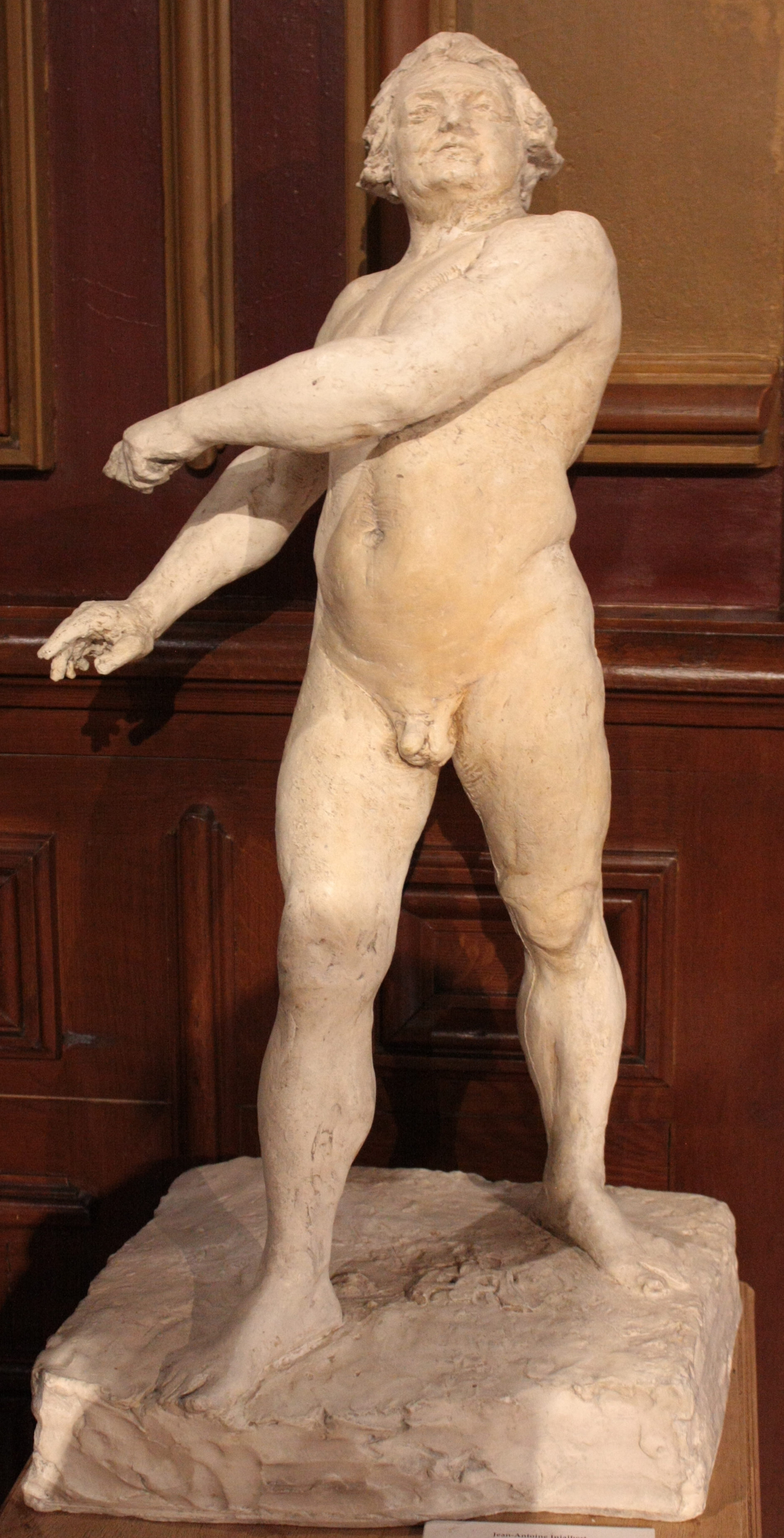
Mirabeau, esquisse en plâtre, musée des Beaux-Arts de Béziers.
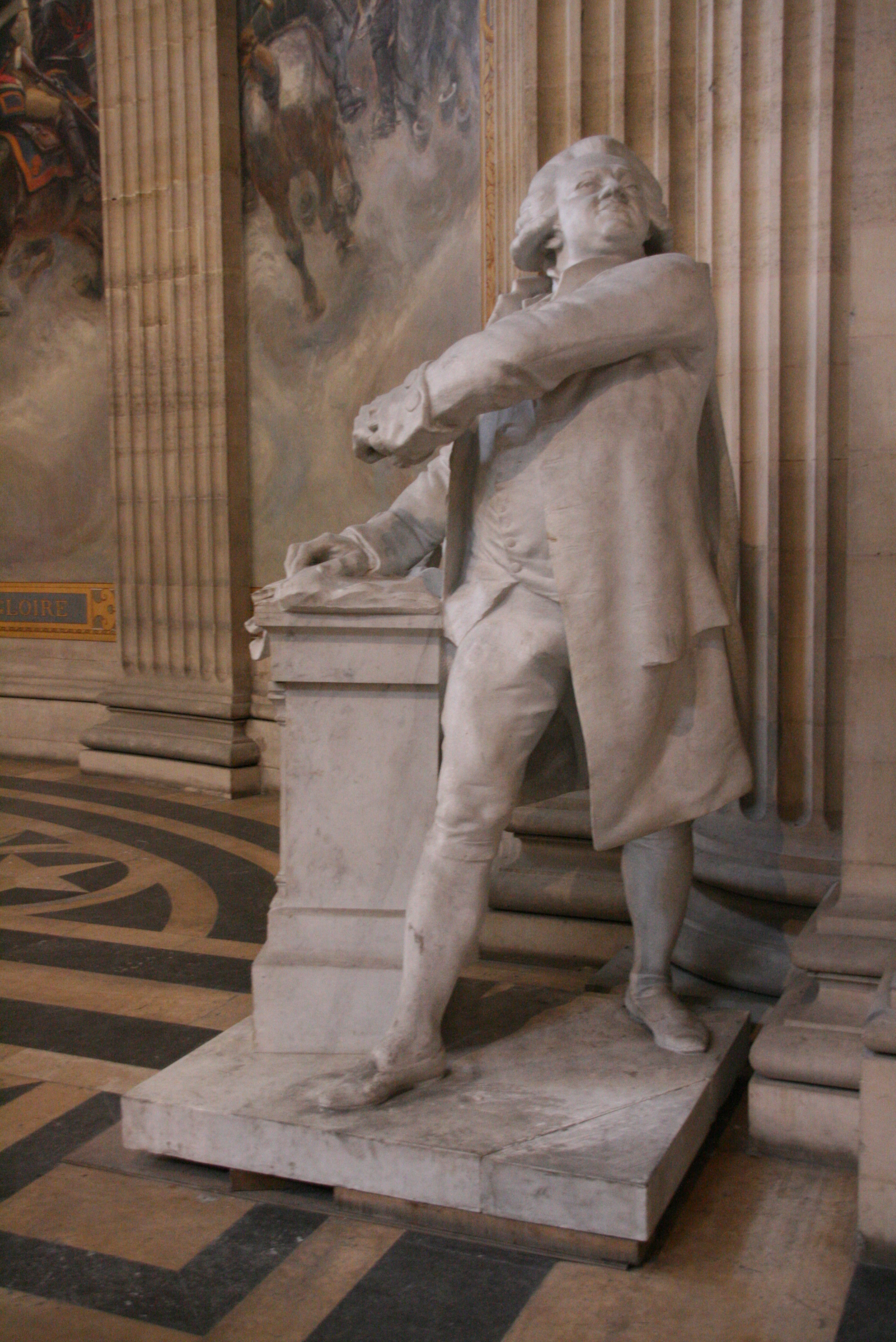
Mirabeau, marbre, Panthéon de Paris.
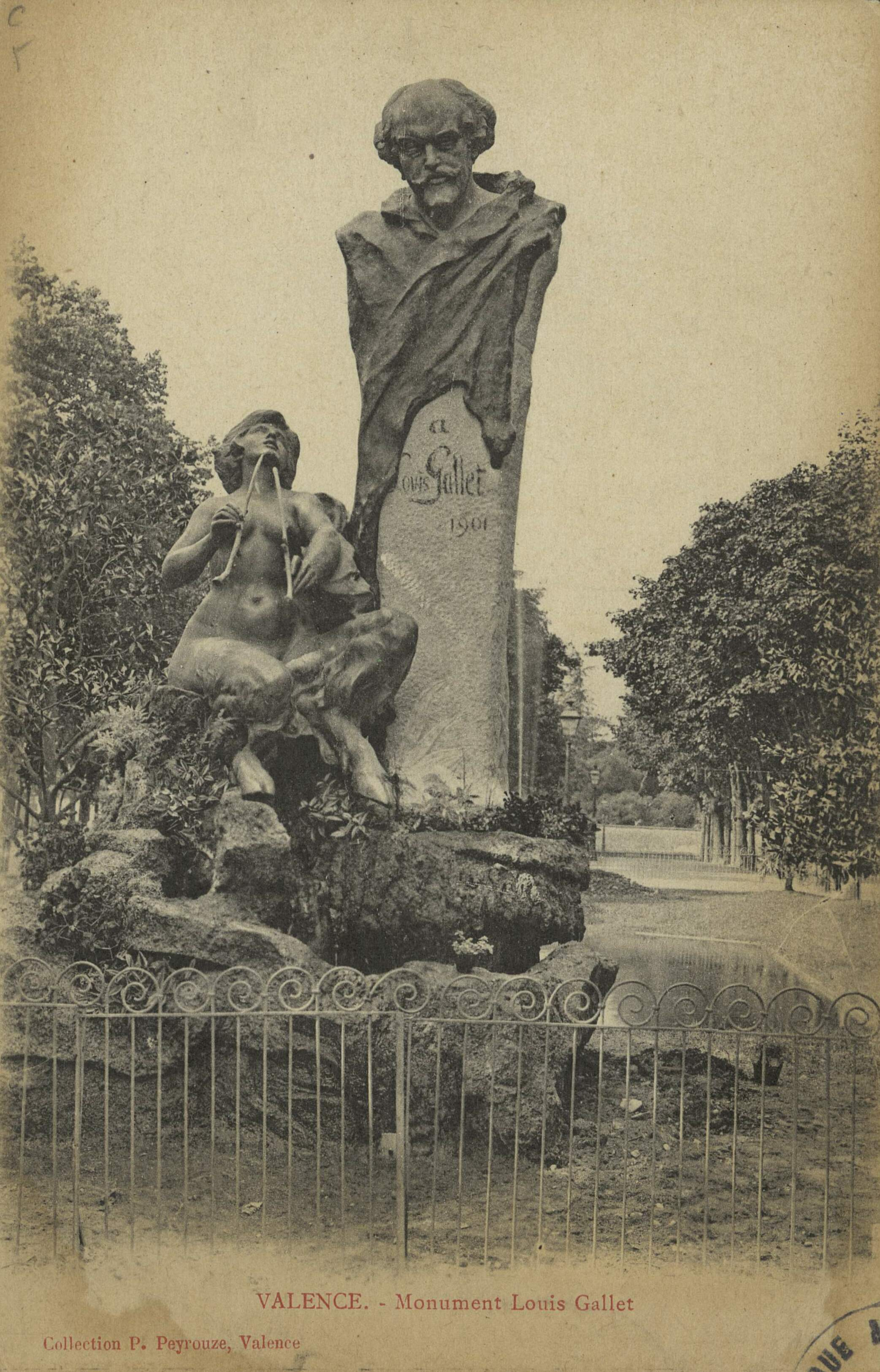
Monument à Louis Gallet, Valence.
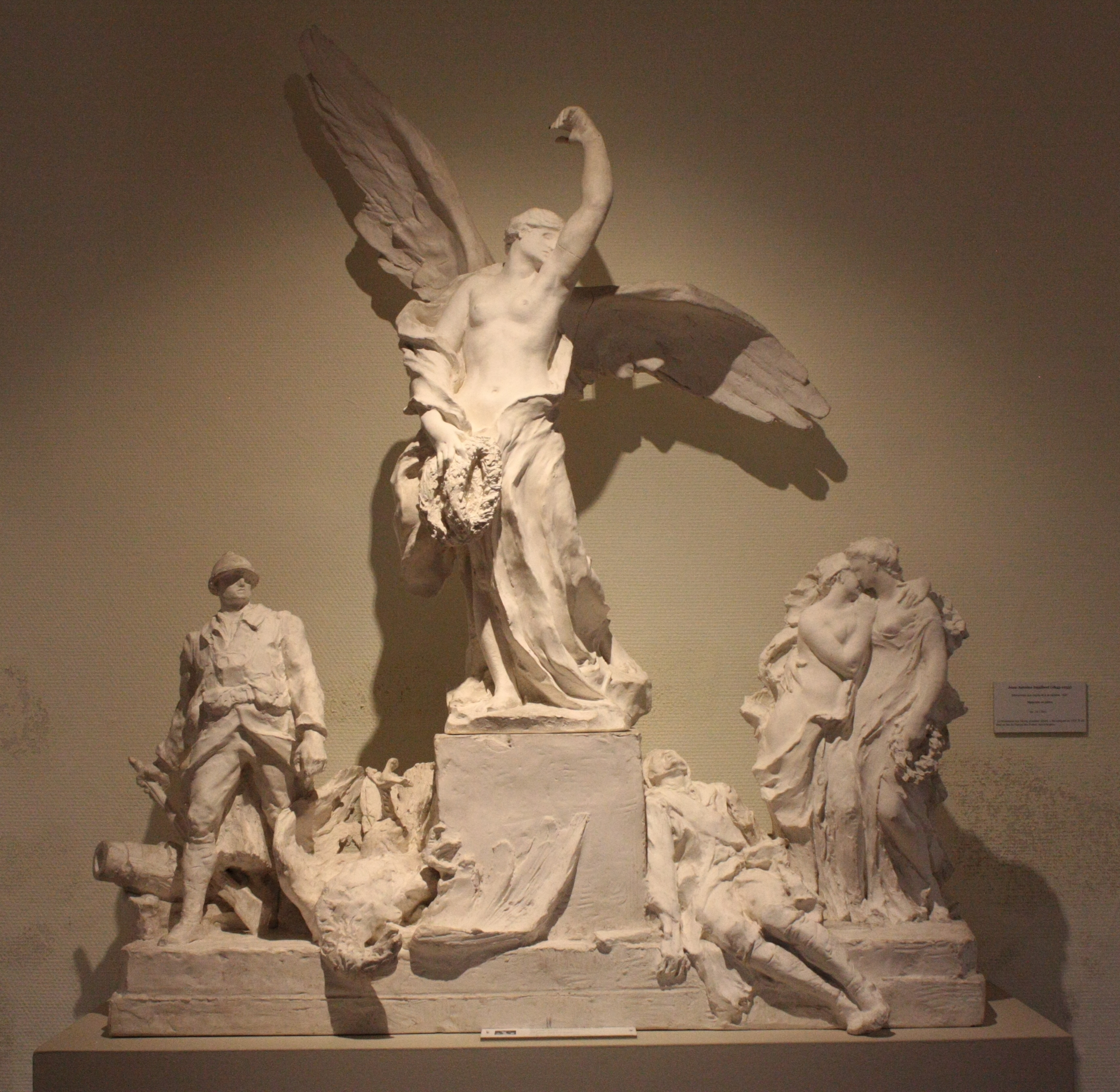
Esquisse pour le Monument aux morts de Béziers (1921), musée des Beaux-Arts de Béziers.
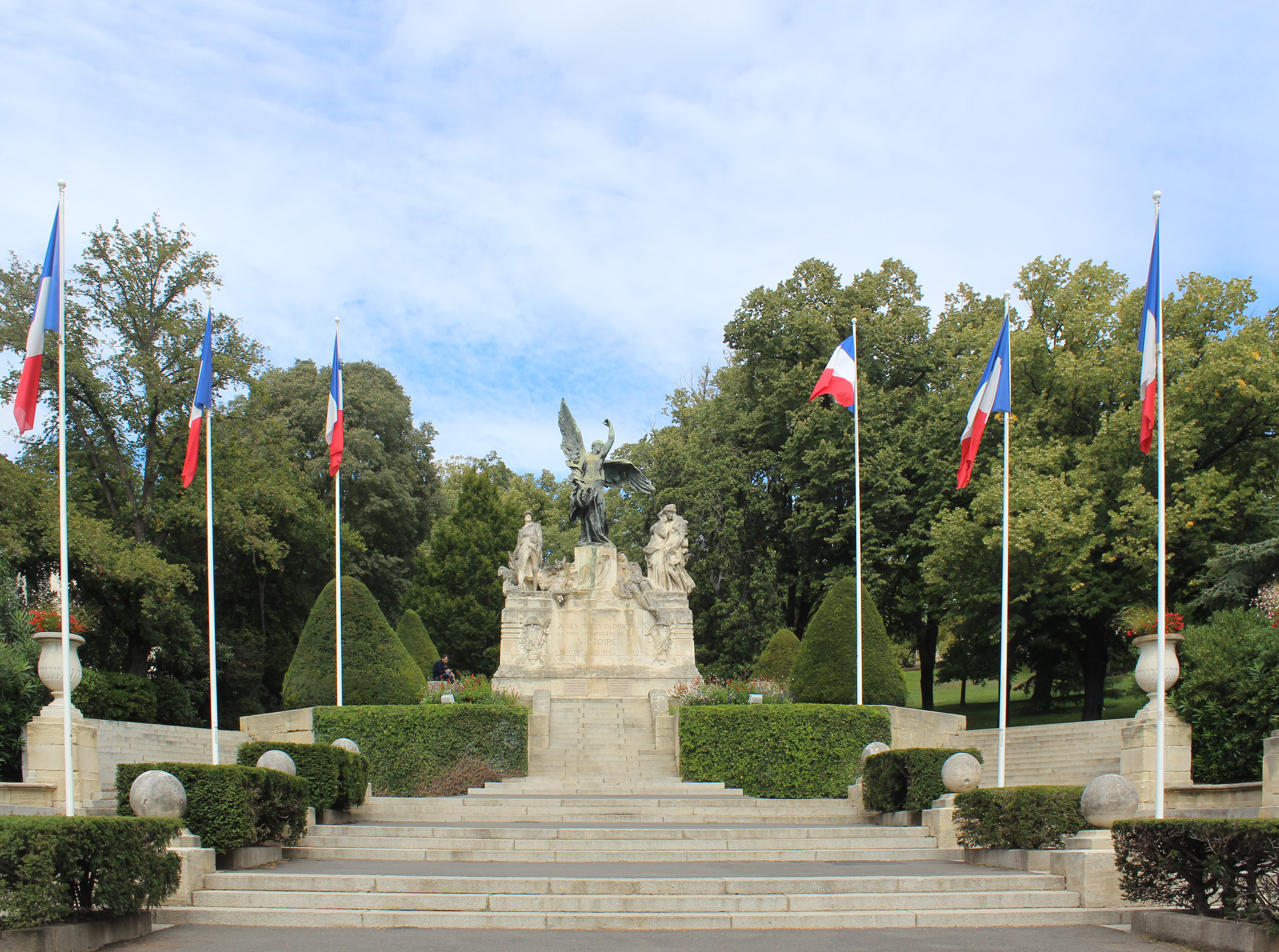
Monument aux morts de Béziers (1925), plateau des poètes.
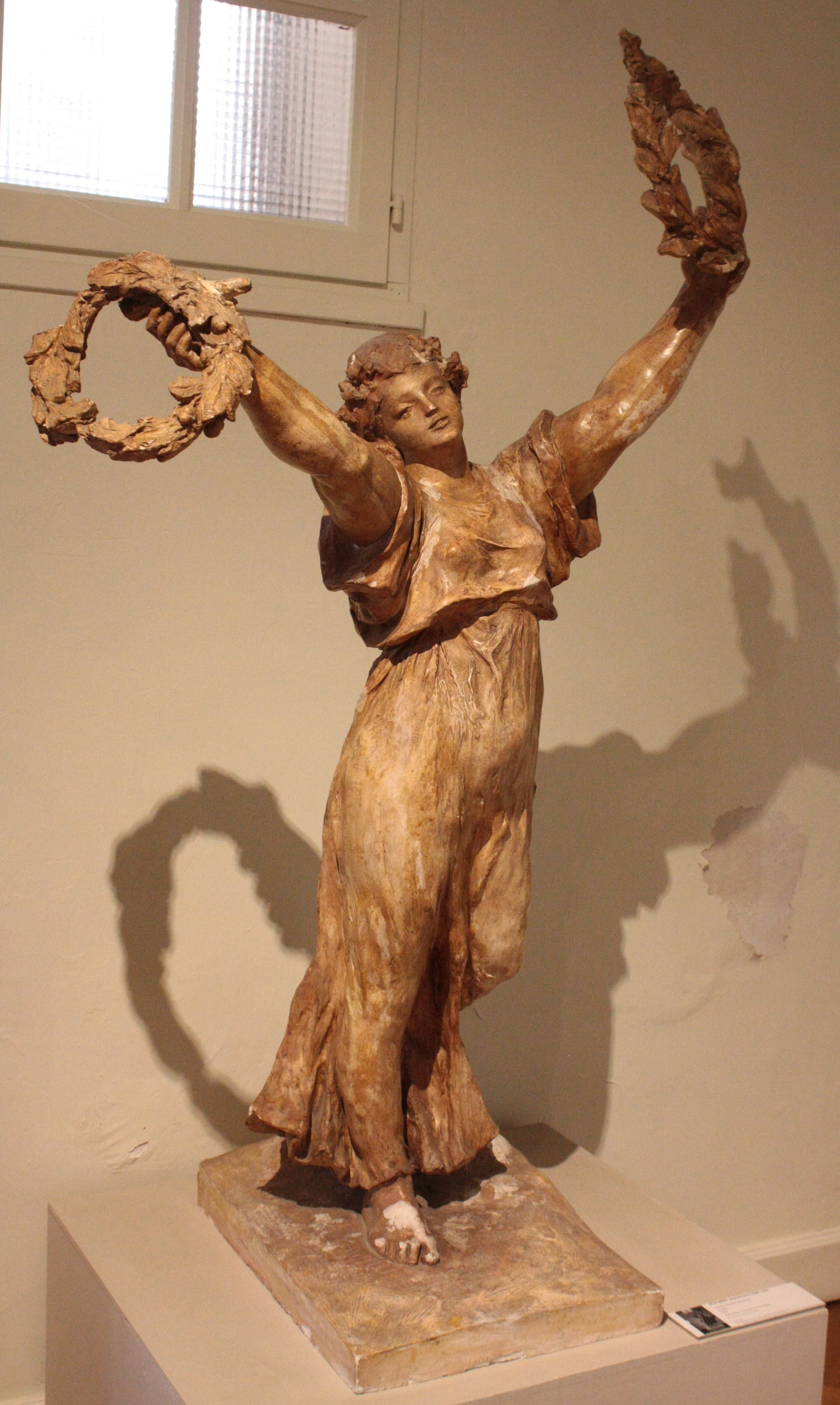
Victoire aux deux couronnes (1929), musée des Beaux-Arts de Béziers.